# Euler (månekrater)
Euler er et nedslagskrater på Månen. Det befinder sig i den sydlige halvdel af Mare Imbrium på Månens forside og er opkaldt efter den schweiziske matematiker Leonhard Euler (1707 – 1783).
Navnet blev officielt tildelt af den Internationale Astronomiske Union (IAU) i 1935. 

## Omgivelser
Eulerkrateret har det fremtrædende Mons Vinogradov liggende mod vest-sydvest. Mod sydvest er der også en samling lave højderygge, og i dette område befinder det lille Natashakrater og det meget lille Jehankrater sig. Omkring 200 kilometer mod øst-nordøst ligger Lambertkrateret, som i størrelse svarer til Euler.

## Karakteristika
Eulers kraterrand, der er omgivet af en lav vold, udviser nogle små terrasser og noget nedskridning på overfladen af den uregelmæssige indre kratervæg. I midten af den lille kraterbund er der en lav central top, som dannedes ved tilbageslaget efter nedslaget. Krateret har et mindre strålesystem, som rækker ud til en afstand af 200 km.

## Satellitkratere
De kratere, som kaldes satellitter, er små kratere beliggende i eller nær hovedkrateret. Deres dannelse er sædvanligvis sket uafhængigt af dette, men de får samme navn som hovedkrateret med tilføjelse af et stort bogstav. På kort over Månen er det en konvention at identificere dem ved at placere dette bogstav på den side af satellitkraterets midte, som ligger nærmest hovedkrateret. Eulerkrateret har følgende satellitkratere:
| Euler | Længde  | Bredde  | Diameter |
| ----- | ------- | ------- | -------- |
| E     | 24,7° N | 34,0° V | 6 km     |
| F     | 21,2° N | 27,9° V | 6 km     |
| G     | 20,7° N | 27,4° V | 4 km     |
| H     | 25,3° N | 28,6° V | 4 km     |
| J     | 22,3° N | 31,5 V  | 4 km     |
| L     | 21,4° N | 28,9° V | 4 km     |

De følgende kratere har fået nyt navn af IAU:
- Euler K — Se Jehankrateret.
- Euler P — Se Natashakrateret.

## Måneatlas
- Billeder af Eulerkrateret i LPI-måneatlasset